# Rhyssemodes bouvieri
Rhyssemodes bouvieri är en skalbaggsart som beskrevs av Clouet 1901. Rhyssemodes bouvieri ingår i släktet Rhyssemodes och familjen Aphodiidae. Inga underarter finns listade i Catalogue of Life.